# Сосновка (муниципальное образование город Десногорск)
Сосновка — деревня в составе муниципального образования город Десногорск Смоленской области России.

## География
Расположена в южной части области в 0,5 км к югу от Десногорска, в 3 км севернее автодороги А101 Москва — Варшава («Старая Польская» или «Варшавка»). В 22 км южнее деревни расположена железнодорожная станция О.п. 23-й км на линии Рославль — Фаянсовая.

## История
В годы Великой Отечественной войны деревня была оккупирована гитлеровскими войсками в августе 1941 года, освобождена в сентябре 1943 года.

## Население
| 2009 | 2012 | 2013 | 2014 | 2015 | 2016 | 2017 | 2018 | 2019 |
| ---- | ---- | ---- | ---- | ---- | ---- | ---- | ---- | ---- |
| 12   | ↗37  | ↗38  | ↘37  | →37  | →37  | →37  | ↘35  | ↗36  |
| 2020 | 2021 |      |      |      |      |      |      |      |
| ↘34  | ↗69  |      |      |      |      |      |      |      |

Национальный состав
По итогам переписи населения 2020 года проживали следующие национальности (национальности менее 0,1 % и другое, см. в сноске к строке «Другие»):
| Национальность | Численность, чел. | Доля     |
| -------------- | ----------------- | -------- |
| Русские        | 55                | 79,71 %  |
| Молдаване      | 1                 | 1,45 %   |
| Другие         | 13                | 18,84 %  |
| Итого          | 69                | 100,00 % |